# Sefi Atta
Sefi Atta (sinh năm 1964) là nhà văn và nhà soạn kịch người Nigeria với các giải thưởng lớn.

## Tiểu sử
Sefi Atta sinh ra ở Lagos, Nigeria vào tháng 1 năm 1964, trong một gia đình có năm người con. Cha của bà Abdul-Aziz Atta là thư ký của Chính phủ Liên bang và Trưởng bộ phận Dân sự cho đến khi ông qua đời vào năm 1972 và bà được nuôi dưỡng bởi mẹ của bà Iyabo Atta.
Bà nhập học tại Trường Queen's College, Lagos và Trường Millfield ở Anh. Năm 1985, bà tốt nghiệp Đại học Birmingham. Bà đủ điều kiện làm kế toán viên tại Anh và kế toán viên công chứng ở Hoa Kỳ. Bà kết hôn với Gboyega Ransome-Kuti, một bác sĩ y khoa, và là con trai của Olikoye Ransome-Kuti. Họ có một con gái.
Atta's Lagos-một sản phẩm dựa theo công ty Atta Girl nhằm hỗ trợ cho Care to Read, một chương trình mà bà khởi xướng để kiếm tiền cho các tổ chức từ thiện hợp pháp thông qua các bài đọc được tổ chức.
Bà hiện đang sống qua lại giữa Nigeria, Anh và Mỹ.

## Tác phẩm
Atta tốt nghiệp chương trình viết sáng tạo tại Đại học Antioch, Los Angeles. Các truyện ngắn của bà được xuất hiện trên các tạp chí văn học Los Angeles Review, Mississippi Review và World Literature Today. Các quyển sách của bà được biên soạn sang nhiều ngôn ngữ khác nhau.
Tiểu thuyết
- 2013 A Bit of Difference, Interlink Books, ISBN 978-1566568920
- 2010 Swallow, Interlink Books, ISBN 978-1566568333
- 2005 Everything Good Will Come, Interlink Books, ISBN 978-1566565707

Tuyển tập truyện ngắn
- 2010 News from Home, Interlink Books, ISBN 978-1566568036

Sân khấu kịch
- 2014 Last Stand, Terra Kulture, Lagos
- 2012 An Ordinary Legacy, The MUSON Festival, MUSON Centre, Lagos
- 2012 The Naming Ceremony, New World Nigeria, Theatre Royal Stratford East, Luân Đôn
- 2011 Hagel auf Zamfara, Theatre Krefeld, Đức
- 2011 The Cost of Living, Lagos Heritage Festival, Terra Kulture, Lagos
- 2005 The Engagement, MUSON Centre, Lagos

Kịch radio
- 2013 The Wake, Smooth FM, Lagos
- 2007 A Free Day, BBC Radio
- 2004 Makinwa's Miracle, BBC Radio
- 2002 The Engagement, BBC Radio

Kịch bản phim
- 2009 Leaving on Your Mind - òng tứ kết cho cuộc thi kịch bản Zoetrope của Mỹ

## Giải thưởng tiêu biểu và công nhận
- 2009 Giải tác phẩm xuất bản tại châu Phi Noma
- 2006 Giải thưởng Văn học châu PhiWole Soyinka Prize
- 2006 Giải Caine, danh sách đề cử rút gọn
- 2005 PEN International David TK Wong Prize, giải nhất
- 2004 BBC African Performance, giải nhì
- 2003 Glimmer Train′s Very Short Fiction Award, chung kết
- 2003 Red Hen Press Short Story Award, giải nhất
- 2002 Zoetrope Short Fiction Contest, giải ba
- 2002 BBC African Performance, giải nhì
- 2002 Giải Macmillan, danh sách đề cử rút gọn

Nhà văn khách mời
- 2010 Ecole Normale Superieure de Lyon
- 2008 Đại học Northwestern
- 2006 Đại học Southern Mississippi

Atta từng là giám khảo cho 2010 Giải văn học quốc tế Neustadt.
Một nghiên cứu quan trọng về tác phẩm của bà Writing Contemporary Nigeria: How Sefi Atta Illuminates African Culture and Tradition, do Giáo sư Walter Collins biên soạn, được xuất bản bởi Cambria Press vào năm 2015.